# Brückenbastion

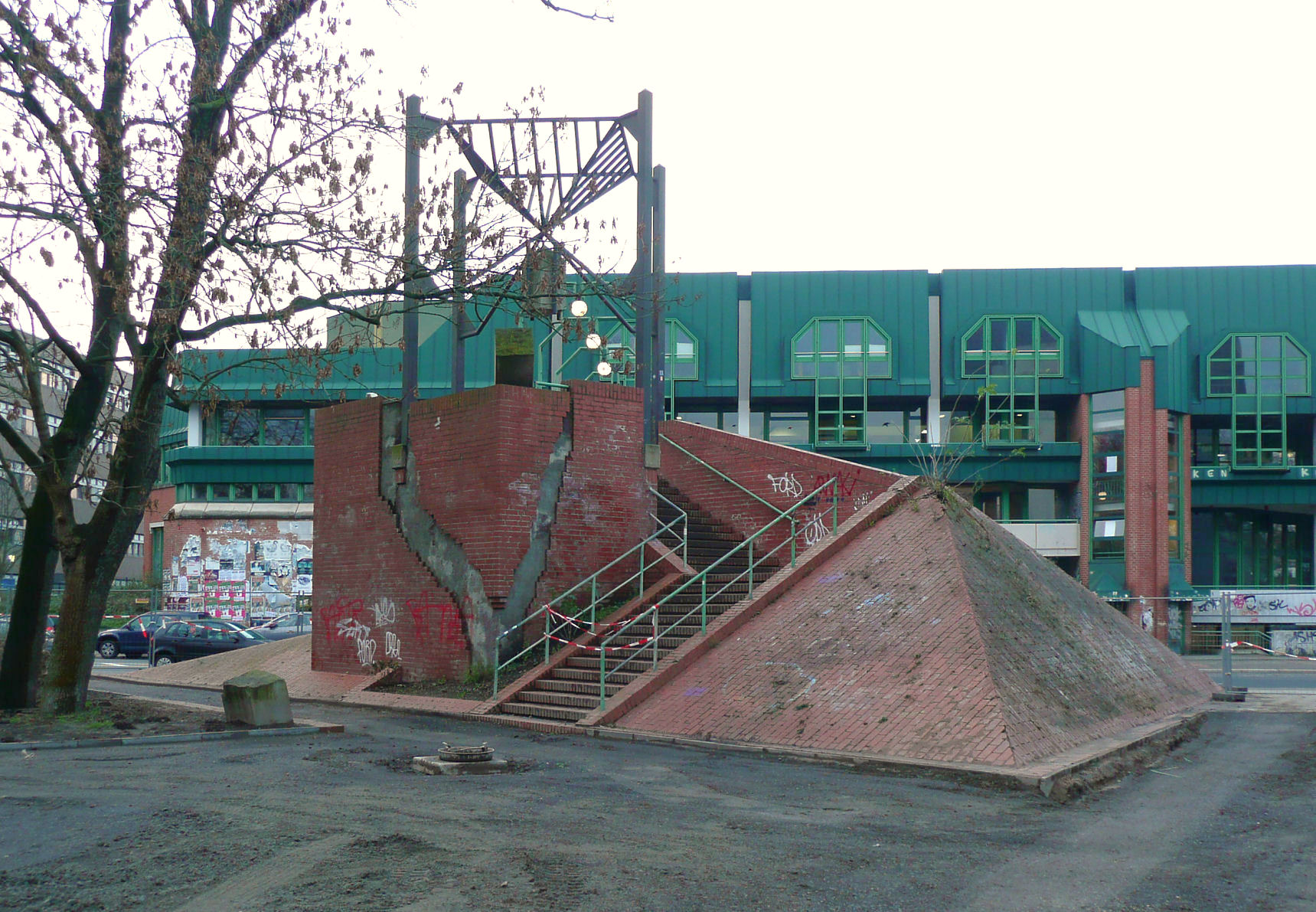
Brückenbastion

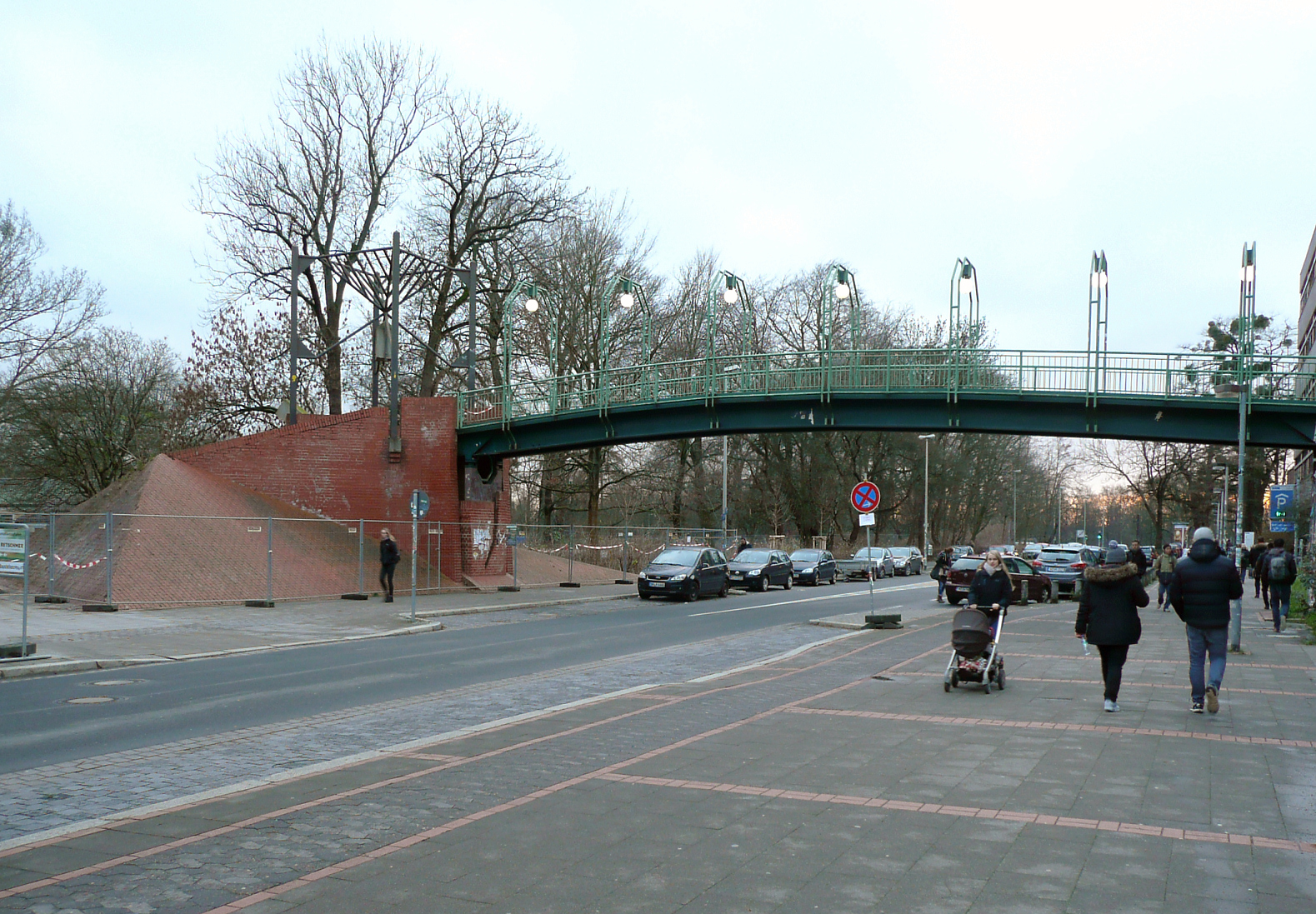
Brückenbastion und Fußgängerbrücke

Die Brückenbastion in Hannover ist ein Denkmal nach Plänen des Architekten und Bildhauers Stefan Schwerdtfeger. Die im Jahr 1981 errichtete „Bastion“ bildet zugleich eine Brücke für Fußgänger vom Prinzengarten beziehungsweise vom Welfengarten über die Straße Schneiderberg zur Hauptmensa der Universität Hannover mit der Gebäude-Nummer 3110.
Schwerdtfegers Denkmal als Kunst im öffentlichen Raum entstand im Zuge der Bauarbeiten der Hauptmensa, die nach einem Architekturwettbewerb nach den Plänen der mit dem Ersten Preis 1979 ausgezeichneten Architekten LTK (Günter Laskowski, Wolfgang Thenhaus und Klaus Kafka), durch den Generalunternehmer Boswau & Knauer errichtet wurde.